# Пол Келлі
Пол Майкл Келлі (англ. Paul Michael Kelly; 9 серпня 1899 — 6 листопада 1956) — американський актор театру, кіно і телебачення. За свою кар'єру зіграв понад 400 ролей.

## Життєпис
Пол Келлі народився в акторській сім'ї, на сцені дебютував у віці шести років. У 1912 році він знявся у своєму першому фільмі, був популярним як актор-дитина. З 1920 виступав з великим успіхом на Бродвеї, але його кар'єра закінчилася в 1927 році коли він був звинувачений у вбивстві колеги, Рея Реймонда, за яке він був засуджений до 25 місяців позбавлення волі. Після звільнення продовжував зніматися в кіно.

## Вибрана фільмографія
1. 1927: Спеціальна доставка / Special Delivery — Так, помічник детектива
2. 1938: Острів на небесах / Island in the Sky — Джонні Дойл
3. 1939: Доля солдата в Америці
4. 1940: Вайомінг / Wyoming — генерал Кастер
5. 1945: Сан-Антоніо / San Antonio — Рой Стюарт
6. 1947: Страх в ночі / Fear in the Night — Кліфф Герлігі
7. 1947: Перехресний вогонь / Crossfire — містер Тримейн
8. 1950: Справа Тельми Джордон / The File on Thelma Jordon — Майлз Скотт
9. 1950: Провулок / Side Street — капітан Уолтер Андерсон
10. 1951: Лессі в розмальованих пагорбах / The Painted Hills — Джонатан Гарві